# روي كلاين
روي كلين (بالعبرية: רועי קליין) (10 يوليو 1975 في رعنانا، إسرائيل - 26 يوليو 2006 في بنت جبيل، لبنان) كان رائداً إسرائيلياً في لواء جولاني في الجيش الإسرائيلي (أحد جنوده الأعلى تكريماً) الذي توفي خلال حرب لبنان 2006. قُتل كلاين في معركة بنت جبيل بعد أن قفز على قنبلة يدوية لإنقاذ زملائه من الجنود.

## النشأة
ولد كلاين في رعنانا في إسرائيل. كان والديه أهارون وشوشانا كلاين من الناجين من المحرقة. نشأ والده في ألمانيا وهرب إلى إسرائيل في بداية الحرب العالمية الثانية. معظم عائلة والدته قتلت في المحرقة.
درس كلاين الهندسة الصناعية والإدارة في جامعة آرييل وتخرج مع مرتبة الشرف.
عاش كلاين في منزل بناه بمفرده في البؤرة الاستيطانية الإسرائيلية هيوفيل بالقرب من إيلي. كان متزوجا من سارة ولديه ابنان وهما جلعاد ويواف.

## الجيش الإسرائيلي
بدأ كلاين الخدمة في الجيش الإسرائيلي في لواء المظليين لكن بعد ذلك نقل إلى وحدة إيجوز للاستطلاع التابعة للواء غولاني. في عام 2002 تم تكريم كلاين من قبل رئيس أركان القيادة لسلوكه أثناء كمين بالقرب من نابلس. عند وقت وفاته كان كلاين نائب قائد الكتيبة 51 من لواء غولاني.

### معركة بنت جبيل
أثناء معركة بنت جبيل ألقيت قنبلة يدوية على الجدار الذي كان بين مقاتلي حزب الله وكلاين ووحدته. قال كلاين لرجاله «مات كلاين، مات كلاين» ثم قفز على القنبلة الحية وعثر على الانفجار مع جسده. ذكر الجنود أن كلاين تلا الصلاة اليهودية شيما يسرائيل حيث قفز على القنبلة اليدوية. وفقا لصحيفة التلغراف صاح «عاشت إسرائيل» على الرغم من أن هذا ربما كان تفسيرا خاطئا لشيما يسرائيل.

## الإرث
أصبح روي كلاين رمزا للبطولة في إسرائيل. تم تسمية مدرسة جديدة في نتانيا ورعنانا بعده.
لفعله خلال الحرب تلقى كلاين وسام الشجاعة بعد وفاته.
في يوليو 2009 حكمت محكمة العدل العليا الإسرائيلية حكم غير منصف بهدم منزل روي كلاين حيث كانت أسرته مقيمة من بين 11 منزلا في إيلي.

## وصلات خارجية
- حول روي كلين في موقع رئيس الوزراء الإسرائيلي على شبكة الإنترنت